# Полом (Чечерский район)
Полом (бел. Палам) — посёлок в Полесском сельсовете Чечерском районе Гомельской области Беларуси.
На западе граничит с Чечерским биологическим заказником.
В результате катастрофы на Чернобыльской АЭС и радиационного загрязнения жители (2 семьи) переселены в чистые места.

## География

### Расположение
В 34 км на северо-восток от Чечерска, 71 км от железнодорожной станции Буда-Кошелёвская (на линии Гомель — Жлобин), 99 км от Гомеля, 1 км от границы с Россией.

### Гидрография
На северной окраине мелиоративный канал, соединённый с рекой Колпита (приток реки Беседь).

## Транспортная сеть
Транспортные связи по просёлочной, затем автомобильной дороге Полесье — Чечерск. Деревянные крестьянские усадьбы расположены около просёлочной дороги.

## История
Основан в начале XX века переселенцами из соседних деревень. В 1926 году работал почтовый пункт, в Полесском сельсовете Чечерского района Гомельского округа. В 1931 году организован колхоз. 16 жителей погибли на фронтах Великой Отечественной войны. Согласно переписи 1959 года входил в состав колхоза «Коммунар» (центр — деревня Полесье).

## Население

### Численность
- 1990-е годы — жители (2 семьи) переселены.

### Динамика
- 1926 год — 31 двор, 190 жителей.
- 1959 год — 153 жителя (согласно переписи).
- 1990-е годы — жители (2 семьи) переселены.